# Wachruschi (Kirow, Slobodskoi)
Wachruschi (russisch Ва́хруши) ist eine Siedlung städtischen Typs in der Oblast Kirow in Russland mit 9715 Einwohnern (Stand 14. Oktober 2010).

## Geographie

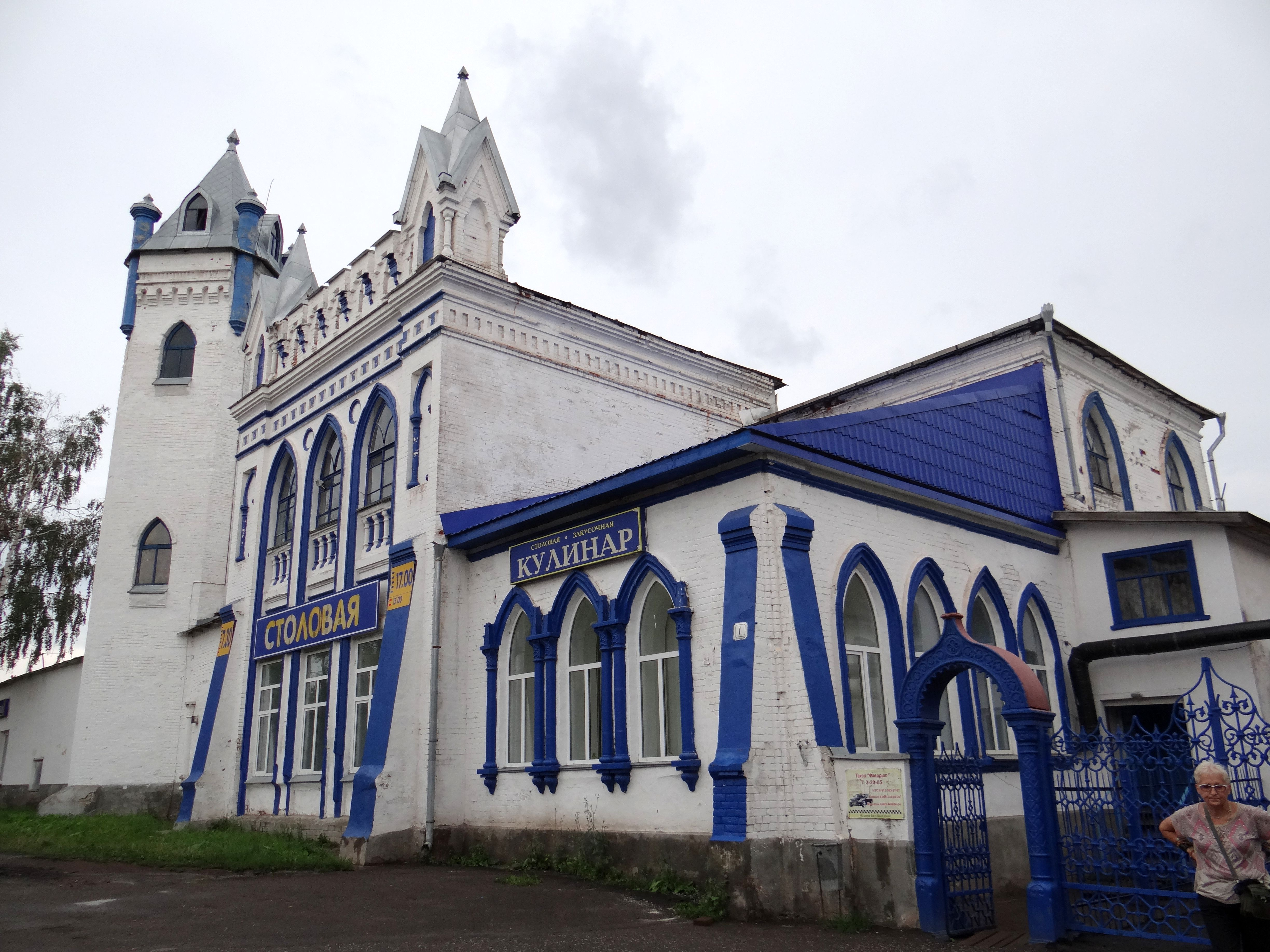
Ehemaliges Wohnhaus des Fabrikanten Wachruschew

Der Ort liegt gut 20 km Luftlinie nordöstlich des Oblastverwaltungszentrums Kirow, etwa 6 km vom rechten Ufer der Wjatka entfernt. Unmittelbar beim Ort mündet die Mochowiza in den Oberlauf der Nikulinka, die erst bei Kirow in die Wjatka mündet.
Wachruschi gehört zum Rajon Slobodskoi, befindet sich etwa 10 km südwestlich von dessen Verwaltungssitz Slobodskoi und ist Sitz der Stadtgemeinde Wachruschewskoje gorodskoje posselenije, zu der außerdem das 2 km nordöstlich gelegene Dorf Podsobnoje chosjaistwo („Nebenwirtschaft“) gehört.

## Geschichte
Das etwa 1,5 km südlich der heutigen Siedlung gelegene Dorf, das heute ebenfalls den Namen Wachruschi trägt, aber zur benachbarten Landgemeinde Leninskoje selskoje posselenije gehört, wurde erstmals im 16. Jahrhundert als Malosawalichinskaja erwähnt. Die Siedlung selbst entstand im Zusammenhang mit der Errichtung einer Lederwarenfabrik durch lokale Unternehmer, die Brüder Wachruschew, im Jahr 1854. Dorf und Siedlung gehörten zum Ujesd Slobodskoi, ab 1796 im Bestand des Gouvernements Wjatka. Nach den Fabrikbesitzern wurde der Ort in Folge zunächst als Wachruschewo bezeichnet, im 20. Jahrhundert verkürzt auf die heutige Form.
Ab 1913 wurde eine Eisenbahnstrecke von Girsowo (an der Strecke von Wjatka, heute Kirow, nach Kotlas) über Wachruschi nach Slobodskoi errichtet und nach Verzögerungen durch den Ersten Weltkrieg und den Russischen Bürgerkrieg 1922 endgültig fertiggestellt, was der weiteren wirtschaftlichen Entwicklung des Ortes förderlich war. Die Fabrik als ortsbildendes Unternehmen wurde in den 1930er-Jahren zum Leder- und Schuhkombinat W. I. Lenin erweitert. 1938 erhielt Wachruschi den Status einer Siedlung städtischen Typs.

### Bevölkerungsentwicklung
| Jahr | Einwohner |
| ---- | --------- |
| 1939 | 4.319     |
| 1959 | 7.498     |
| 1970 | 10.628    |
| 1979 | 11.803    |
| 1989 | 12.269    |
| 2002 | 10.654    |
| 2010 | 9.715     |

Anmerkung: Volkszählungsdaten

## Verkehr
Durch Wachruschi verläuft die Regionalstraße 33R-003, die vom Oblastzentrum Kirow kommend weiter über Slododskoi, Belaja Choluniza und Omutninsk in die östlich benachbarte Region Perm führt. Perspektivisch soll die Straße ausgebaut und Teil der Fernverbindung Sankt Petersburg – Wologda – Kirow – Perm werden.
Die Siedlung liegt bei Kilometer 37 der Eisenbahnstrecke Girsowo – Slobodskoi, die seit den 1980er-Jahren nur noch dem Güterverkehr dient.